# Wiesedermeer

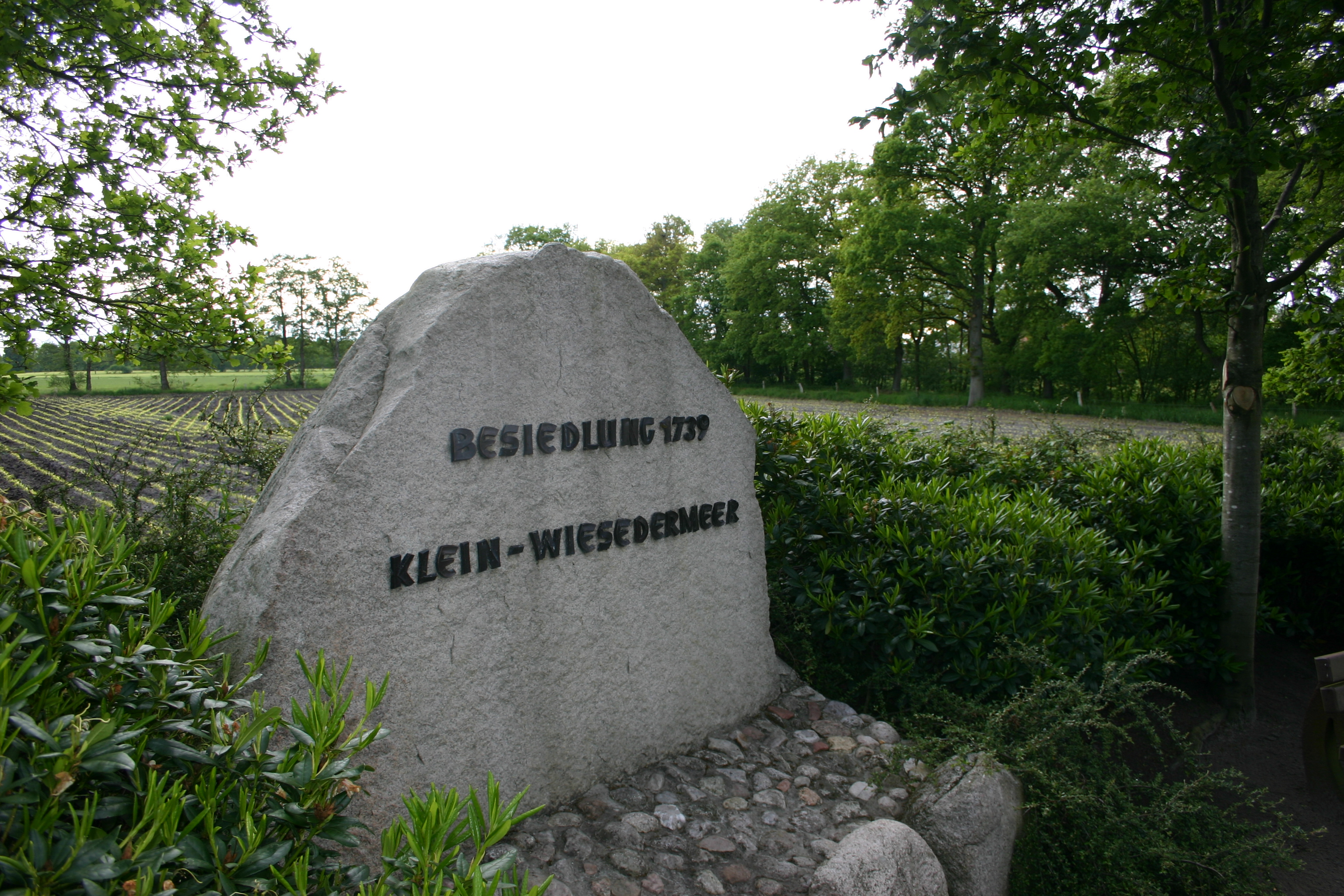
Denkmal zur Ortsgründung

Wiesedermeer ist ein Ortsteil der Gemeinde Friedeburg im Landkreis Wittmund (Ostfriesland). Der Ort ist 1739 im Zuge der Moorkolonisierung entstanden. Benannt ist Wiesedermeer nach dem südlich davon gelegenen, deutlich älteren Geestdorf Wiesede, das ebenfalls in der Gemeinde Friedeburg liegt, und zwei inzwischen trockengelegten Binnenseen. Die Größe des Ortes mit einer weit gestreuten Siedlungsstruktur beträgt 1124 Hektar. Wiesedermeer hat etwa 600 Einwohner.

## Geografie
Wiesedermeer liegt im Gebiet der Hochmoore, die sich östlich und südöstlich von Aurich erstrecken. Bis zur Abtorfung weiter Teile des Hochmoors und der Trockenlegung des Kleinen Wieseder Meeres und des Großen Wieseder Meeres war es eine unbewohnte und karge Gegend. Die Meere sind bereits in der Eiszeit entstanden. Heute sind nur noch Teile des Hochmoors erhalten, etwa 96 Hektar. Die Meere existieren nicht mehr. Die kultivierten Flächen werden landwirtschaftlich genutzt, zumeist als Grünland.

## Geschichte
Die ersten beiden Siedler kamen 1739 in die Gegend des heutigen Wiesedermeer. Sie torften Teile des Moores ab, verkauften den Torf und bauten Buchweizen an. Nasse Jahre allerdings ließen dieses erste Siedlungsvorhaben wieder scheitern. Als Gründungsjahr Wiesedermeers wird aber nach wie vor 1739 gesehen. In der zweiten Hälfte des 18. Jahrhunderts erfolgte dann der zweite Siedlungsversuch, der denn auch erfolgreich verlief. Eine Zuwegung bestand von Aurich aus, also von Westen.
Um 1800 wurden Wege auch nach Osten, nach Friedeburg und nach Wittmund angelegt. Damit bestand nun eine durchgehende, direkte Verbindung von Aurich nach Friedeburg. Durch die Straße wurde der Handel gestärkt. Weitere Siedler kamen aus dem Oldenburgischen, das Handwerk entwickelte sich.
1859 wurde Wiesedermeer, das zu jenem Zeitpunkt wie ganz Ostfriesland zum Königreich Hannover gehörte, zur Gemeinde erhoben. Eine Mühle wurde 1866 errichtet, der Mahlbetrieb bis 1960 aufrechterhalten. Die Mühle stand bis 2012 als Ausstellungsstück zum Thema Mahltechnik im Deutschen Museum in München, wurde danach aber der Dorfgemeinschaft zurückgegeben. Der südlich von Wiesedermeer verlaufende Ems-Jade-Kanal wurde in den Jahren 1880 bis 1888 erbaut, viele Wiesedermeerer fanden beim Kanalbau Arbeit. Es siedelten sich aber auch Arbeiter aus anderen Gegenden Ostfrieslands im Zuge des Kanalbaus dauerhaft in Wiesedermeer an.
Die Kultivierung weiterer Teile von Wiesedermeer erfolgte in den 1920er Jahren mit Dampfpflügen. Durch die verbesserte Technik siedelten sich weitere Menschen an und waren die ersten Bewohner von Neu-Wiesedermeer im Westen der Ortschaft. 1930 wurde die Molkerei Wiesedermeer gegründet.
Am 1. Juli 1972 schlossen sich zuvor die ehemaligen Gemeinden Abickhafe, Dose, Hoheesche und Reepsholt zur Gemeinde Reepsholt zusammen. Im Zuge der Kommunalreform am 16. August 1972 wurde aus den bisherigen Gemeinden Bentstreek, Etzel, Friedeburg, Hesel, Horsten, Marx, Reepsholt, Wiesede und Wiesedermeer die Gemeinde Friedeburg gebildet.

## Nachbarorte
| Collrunge    | Müggenkrug und Ardorf                       | Leerhafe und Rispel                |
| Brockzetel   | Kompassrose, die auf Nachbargemeinden zeigt | Reepsholt, Hoheesche und Abickhafe |
| Marcardsmoor | Wiesmoor                                    | Upschört, Wiesede, Friedeburg      |

## Kultur und Sport
Wiesedermeer verfügt über ein reges Vereinsleben.
Der Klootschießer- und Boßelerverein KBV „Frisch weg“ Wiesedermeer von 1899 e. V. feiert im Jahr 2024 sein 125-jähriges Bestehen und ist somit Ostfrieslands ältester Boßelverein.
Der Schützenverein Wiesedermeer e. V. wurde am 11. September 1952 gegründet.
Die Dorfgemeinschaft Wiesedermeer e. V. ist im Jahr 2002 ins Leben gerufen worden.

## Wirtschaft und Infrastruktur
Straßenverbindungen bestehen nach Aurich, Wittmund, Jever, Friedeburg, Reepsholt und Wiesmoor. Wiesedermeer ist der Kreuzungspunkt dieser Straßen. An der Kreuzung der Strecken Aurich-Reepsholt und Wittmund-Wiesmoor befindet sich ein kleines Gewerbegebiet. Die kleine Molkerei Wiesedermeer existierte bis zum Jahre 2015 und produzierte als Spezialität Sauerrahmbutter. Der Oldenburgisch-Ostfriesische Wasserverband unterhält dort seit 1964 eine Zwischenpumpstation. Viele Einwohner arbeiten auch als Pendler in den umliegenden Städten und Orten.
Es gibt in Wiesedermeer einen Campingplatz am Wiesedermeer, eine Kindertagesstätte und ein Jugendzentrum in der ehemaligen Volksschule. Die Grundschüler des Ortes werden im benachbarten Reepsholt beschult, die nächstgelegene Haupt- und Realschule befindet sich in Friedeburg. Ein Gymnasium gibt es in der Kreisstadt Wittmund und in der benachbarten Stadt Wiesmoor.